# Бюро (окръг, Илинойс)
Окръг Бюро (на английски: Bureau County) е окръг в щата Илинойс, Съединени американски щати. Площта му е 2261 km², а населението - 35 503 души (2000). Административен център е град Принстън.